# لقاءالله تعالی
رساله لقاءالله نام کتابی از میرزا جواد آقا ملکی تبریزی است. مضامین این کتاب دربارهٔ کشف حجب نورانیه و ظلمانیه که برای بنده در حال عبادت برای خداوند و معرفت بنده بر ذات حق تعالی و اسماء و صفات او برای بنده سالک است. در فصول پایانی این کتاب نیز راجع به شرح وحدت وجود از دیدگاه مؤلف و تأیید آن نکاتی آمده است.